# Đại hội Đại biểu Nhân dân Liên Xô
Đại hội Đại biểu Nhân dân Liên Xô (tiếng Nga: Съезд народных депутатов СССР, đã Latinh hoá: Sʺezd narodnykh deputatov SSSR) là cơ quan tối cao của Nhà nước Liên Xô từ năm 1989 đến năm 1991.

## Bối cảnh
Đại hội Đại biểu Nhân dân Liên Xô được tạo ra như một phần chương trình cải cách của Tổng Bí thư Mikhail Gorbachev, và được thiết lập bằng cách sửa đổi hiến pháp đầu tiên của Gorbachev.
Vào ngày 1 tháng 7 năm 1988, ngày thứ tư và ngày cuối cùng của Hội nghị Đại biểu Đảng Toàn quốc XIX, Gorbachev đã giành được sự ủng hộ của các đại biểu cho đề nghị vào phút cuối của ông để thành lập một cơ quan lập pháp tối cao mới gọi là Đại hội Đại biểu Nhân dân Liên Xô. Thất vọng vì sự phản đối của các cựu đảng viên trước những nỗ lực tự do hóa của mình, Gorbachev đã thay đổi chiến lược và bắt tay vào một loạt các việc sửa đổi hiến pháp để cố gắng tách rời đảng và nhà nước, và từ đó cô lập các đối thủ bảo thủ của mình. Các đề xuất chi tiết cho Đại hội đại biểu nhân dân Liên Xô mới được công bố để lấy ý kiến công chúng vào ngày 2 tháng 10 năm 1988, và để cho phép thành lập cơ quan lập pháp mới của Xô viết Tối cao, trong phiên họp ngày 29 tháng 11 đến 1 tháng 12 năm 1988 đã tiến hành việc sửa đổi Hiến pháp Liên Xô năm 1977, ban hành luật về cải cách bầu cử và ấn định ngày bầu cử vào ngày 26 tháng 3 năm 1989.

## Quyền hạn
Đại hội Đại biểu Nhân dân Liên Xô có quyền hạn sau:
- Phê chuẩn Hiến pháp và các dự thảo sửa đổi Hiến pháp
- Xác định phương hướng, chính sách đối nội và đối ngoại của Liên Xô
- Bầu Xô viết Tối cao Liên Xô và Chủ tịch
- Phê chuẩn Chủ tịch Hội đồng Bộ trưởng Liên Xô, Chủ tịch Toà án Tối cao Liên Xô, Tổng Công tố viên Liên Xô, Chủ tịch Tòa án Trọng tài Tối cao, bầu Ủy ban Giám sát Hiến pháp

Đại hội Đại biểu Nhân dân Liên Xô cũng thông qua Luật và Nghị quyết bằng việc bỏ phiếu đa số.

## Cấu trúc
Đại hội Đại biểu Nhân dân Liên Xô gồm 2,250 đại biểu được cơ cấu như sau:
- 750 đại biểu được bầu dựa theo dân số theo khu vực bầu cử
- 750 đại biểu được bầu dựa theo đơn vị hành chính

32 đại biểu từ mỗi nước Cộng hòa Liên bang
11 đại biểu từ mỗi nước Cộng hòa Tự trị
5 đại biểu từ mỗi tỉnh tự trị
1 đại biểu từ mỗi huyện tự trị
- 750 đại biểu được phân bổ theo hạn ngạch cho các tổ chức công cộng toàn Liên bang

100 đại biểu từ Đảng Cộng sản Liên Xô; Công đoàn; và các tổ chức Hợp tác xã
75 đại biểu từ Đoàn Thanh niên; Hội Phụ nữ; Tổ chức Cựu chiến binh và Lao động; các Hiệp hội Khoa học xã hội; các Hiệp hội Văn hóa nghệ thuật
75 đại biểu từ các tổ chức khác
Số lượng đại biểu của các tổ chức công cộng do mỗi tổ chức xác định trong cuộc họp chung của từng tổ chức.
Tại phiên họp thứ nhất Đại hội Đại biểu Nhân dân Liên Xô sẽ bầu Xô viết Tối cao Liên Xô từ các đại biểu trong Đại hội. Xô viết Tối cao Liên Xô trong thời gian này trở thành cơ quan thường trực, quyết định các vấn đề quan trọng khi Đại hội Đại biểu Nhân dân không họp.
Nhiệm kỳ của Đại hội là 5 năm. Theo quy định mỗi năm tổ chức 2 phiên họp.

## Quy trình bầu cử
Việc đề cử các ứng cử viên kéo dài một tháng, việc đề cử kéo dài đến ngày 24/1/1989. Tháng tiếp theo, lựa chọn 7,531 ứng viên của các khu vực bầu cử để chốt danh sách ứng viên cho từng khu vực. Ngày 7/3, danh sách cuối cùng còn 5,074 ứng viên (1 ứng viên cho 399 khu vực, 2 ứng viên cho 953 khu vực, 3 ứng viên trở lên cho 163 khu vực) được công bố; khoảng 85% ứng viên là Đảng viên Đảng Cộng sản Liên Xô và 17% là nữ.
Trong hai tuần trước khi bầu 1,500 ghế theo khu vực bầu cử, các cuộc bầu cử 750 ghế từ các tổ chức công cộng được tiến hành, có 880 ứng viên cho 750 ghế này dựa theo hạn ngạch. Quá trình lựa chọn này kết thúc vào cuối tháng 4.
Trong cuộc bầu cử ngày 26/3/1989 theo ghi nhận có khoảng 89.8% cử tri đi bầu. Trong cuộc bầu cử này, có 1,958 ghế trong 2,250 ghế đã được bầu. Trong các khu vực không đủ đa số sẽ tiếp tục tổ chức bầu cử vòng hai để lấy đại biểu tổ chức 2/4 và 9/4 cho 76 khu vực; và bầu cử tiếp vào 20/4 và 23/5 cho 199 khu vực bầu cử.

## Phiên họp
Theo quy định mỗi năm tổ chức 2 phiên họp. Tính đến thời gian bị xóa bỏ đã có 5 phiên họp được tổ chức:
- Phiên họp thứ nhất: 25/5-9/6/1989
- Phiên họp thứ hai: 12/12-24/12/1989
- Phiên họp thứ ba: 12/3-15/3/1990
- Phiên họp thứ tư: 17/12-26/12/1990
- Phiên họp thứ năm: 2/9-5/9/1991

Phiên họp đầu tiên Đại hội Đại biểu Nhân dân Liên Xô đã bầu Xô viết Tối cao Liên Xô với 542 ghế với 573 ứng viên. Kết quả bầu cử công bố ngày 27/5/2989. Xô viết Tối cao Liên Xô là "cơ quan lập pháp, hành chính và thường trực trung ương của cơ quan Nhà nước Liên Xô", được triệu tập hàng năm bởi Đoàn Chủ tịch Xô viết Tối cao Liên Xô vào mùa xuân và mùa thu, mỗi phiên họp kéo dài từ 3-4 tháng.
Xô viết Tối cao được triệu tập vào ngày 3/6. Ngày 21/7, danh sách nhân sự Hội đồng Bộ trưởng mới do Nikolai Ryzhkov lãnh đạo đã được phê chuẩn.

## Giải thể
Vào ngày 5/9/1991, ngày họp cuối cùng của phiên họp thứ năm Đại hội Đại biểu Nhân dân đã thông qua Tuyên ngôn Nhân quyền và Tự do, công bố một giai đoạn chuyển tiếp để hình thành một hệ thống quan hệ nhà nước mới, và chuẩn bị kí kết Hiệp ước Liên bang các Quốc gia có chủ quyền. Theo ý kiến của Gorbachev, Đại hội hầu như tự giải tán, với luật cơ quan quyền lực Nhà nước và chính quyền Liên Xô trong thời kỳ chuyển tiếp. Dự thảo đề xuất bãi bỏ Đại hội vì lý do không phù hợp với thời kỳ chuyển tiếp. Khi bỏ phiếu Đại hội đã bác bỏ luật.
Ngày 9/12/1991, một ngày sau khi Hiệp định thành lập SNG được ký kết, Gorbachev đã đưa ra tuyên bố rằng mỗi nước Cộng hòa Liên bang có quyền ly khai khỏi Liên bang nhưng số phận của nó không thể do lãnh đạo của 3 nước Cộng hòa Liên bang quyết định. Vấn đề này cần được giải quyết bằng Hiến pháp với sự tham gia của tất cả các nước Cộng hòa và có tính đến dân tộc của họ. Đồng thời cũng đề cập việc tổ chức Đại hội gồm Đại hội Đại biểu Nhân dân.
Vào ngày 10/12/1991, một số Đại biểu bắt đầu thu thập chữ ký để yêu cầu triệu tập phiên họp thứ sáu của Đại hội Đại biểu Nhân dân Liên Xô bất thường. Đã có 397 đại biểu đã ký.
Ngày 17/12/1991, các đại biểu nhân dân và Xô viết Tối cao Liên Xô đã thông qua tuyên bố liên quan đến việc ký thỏa thuận SNG là bất hợp pháp, không đáp ứng tình hình hiện tại và lợi ích của các dân tộc, phức tạp hơn nữa là tình hình trong nước. Tuyên bố có quyền triệu tập một Đại hội Đại biểu Nhân dân trong tương lại của Liên Xô.
Ngày 27/12/1991, Xô viết Tối cao Nga Xô quyết định chấm dứt hoạt động nghị viện của các đại biểu Nhân dân Liên Xô tại Nga Xô vào ngày 2/1/1992. Các quyền miễn trừ của đại biểu nhân dân bị xóa bỏ.
Ngày 17/3/1992, một số đại biểu cố gắng triệu tập phiên họp thứ sáu Đại hội Đại biểu Nhân dân Liên Xô, nhưng đại hội đã không diễn ra vì chỉ có 200 đại biểu tham dự. Đoàn Chủ tịch Xô viết Tối cao Nga không công nhận bất cứ tổ chức, cơ quan nào của Liên Xô cũ trên lãnh thổ Liên bang Nga, những hành động này là sự vi phạm chủ quyền và không phù hợp với tình trạng độc lập của nước Nga. 